# NGC 2569
NGC 2569 est une galaxie lenticulaire située dans la constellation du Cancer. NGC 2569 a été découverte par l'astronome prussien Heinrich Louis d'Arrest en 1862.

## Caractéristiques
Sa vitesse par rapport au fond diffus cosmologique est de 5 354 ± 17 km/s, ce qui correspond à une distance de Hubble de 79,0 ± 5,5 Mpc (∼258 millions d'al).
À ce jour, une mesure non basée sur le décalage vers le rouge (redshift) donne une distance d'environ 76,400 Mpc (∼249 millions d'al). Cette valeur est à l'intérieur des valeurs de la distance de Hubble.
Selon la base de données Simbad, NGC 2569 est une galaxie LINER, c'est-à-dire une galaxie dont le noyau présente un spectre d'émission caractérisé par de larges raies d'atomes faiblement ionisés.

## Groupe de NGC 2563
La galaxie NGC 2569 fait partie du groupe de NGC 2563. En plus de NGC 2556 et de NGC 2563, ce groupe de galaxies renferme au moins 12 autres galaxies dont NGC 2556, NGC 2557, NGC 2558, NGC 2560, NGC 2562 et NGC 2563.